# Chiesa di San Sebastiano (Badia Polesine)
La chiesa di San Sebastiano, o in modo più completo chiesa di San Sebastiano Martire, è la parrocchiale patronale di Crocetta, frazione del comune italiano di Badia Polesine in provincia di Rovigo. Appartiene al vicariato di Badia-Trecenta della diocesi di Adria-Rovigo, risale al XIV secolo con gli ultimi completamenti realizzati nel XX secolo. 

## Storia

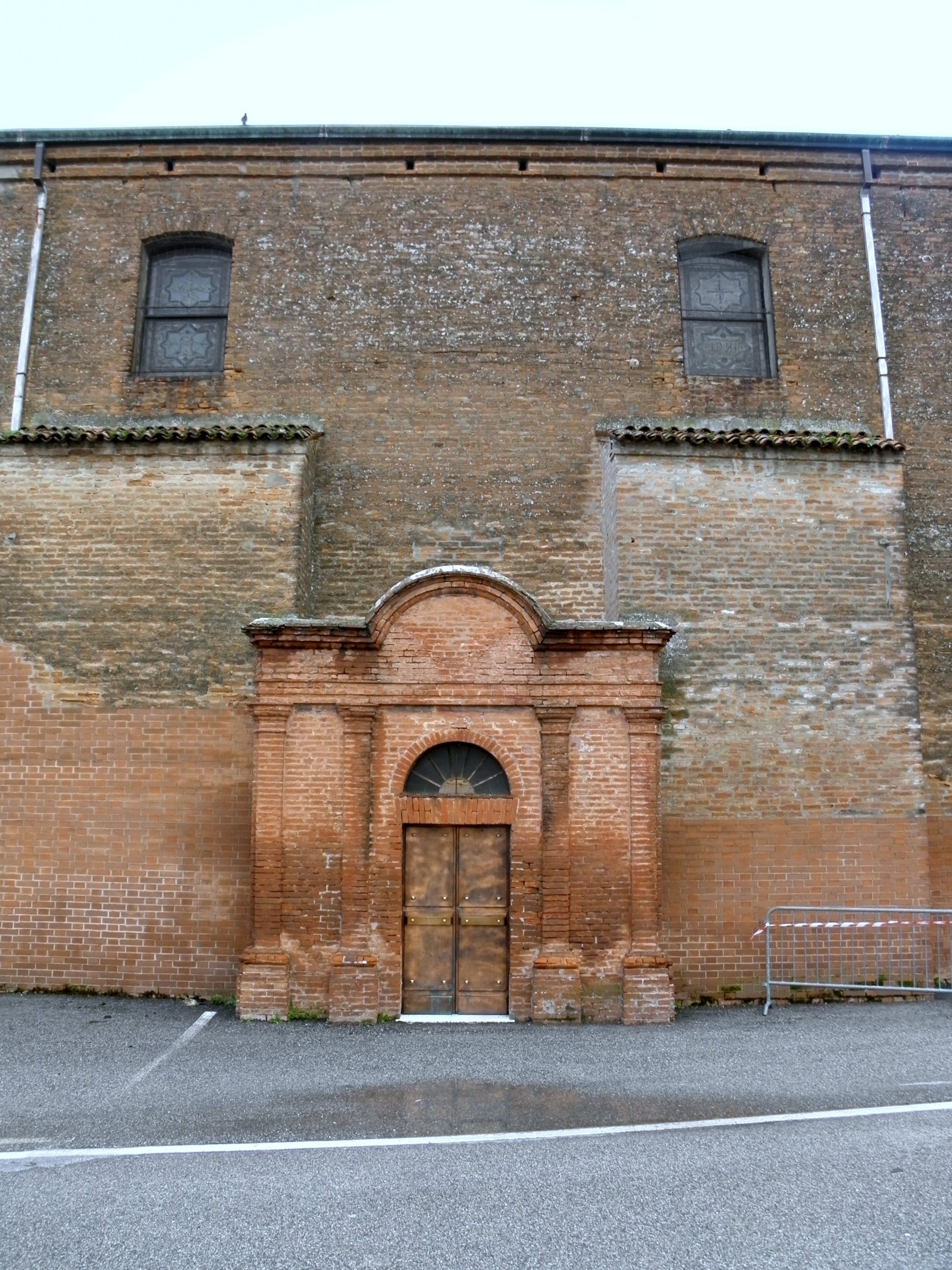
Portale laterale della chiesa di Crocetta

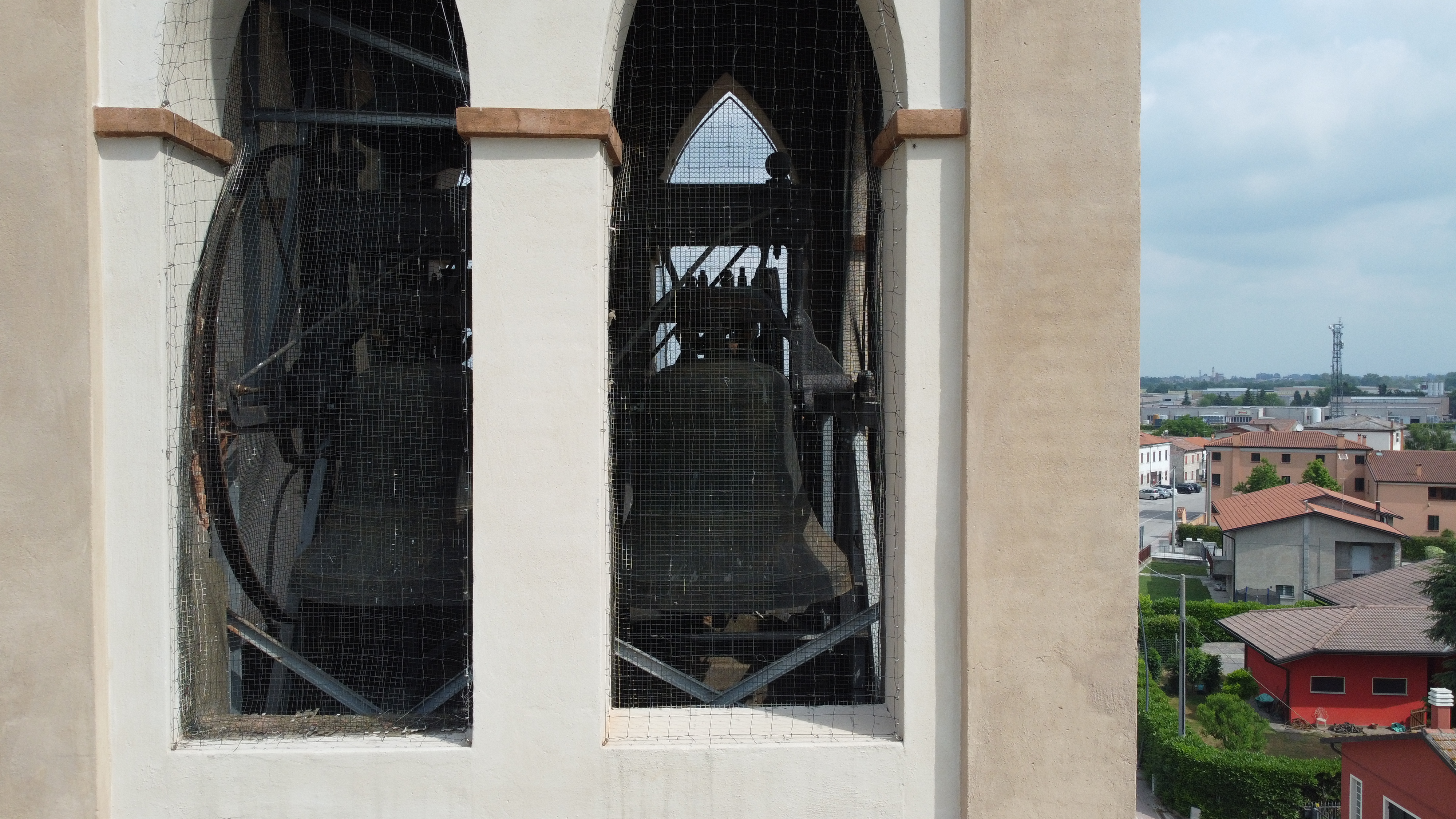
Particolare della cella campanaria

L'abbazia territoriale della Vangadizza	ebbe giurisdizione sul territorio di Crocetta e sulla sua chiesa che quindi fu tra le più antiche dell'area e viene citata già a partire dal XIV secolo. Le prime documentazioni che riguardano le designazioni dei parroci della chiesa di Crocetta, a quei tempi chiamata anche chiesa dei Santi Rocco e Sebastiano, risalgono poi agli inizi del XVI secolo. Il vescovo di Adria Giulio Canani vi si recò in visita pastorale nel 1564, quando il rettore era Viviano Rizon, e la chiesa venne descritta come dotata di un altare maggiore e di due altari laterali. Il vescovo vi si recò ancora quattordici anni e in questa seconda occasione registrò che era stato acquistato un nuovo fonte battesimale marmoreo e che nella parrocchia erano attive tre confraternite, quella del Santissimo Sacramento, quella del Rosario e quella dei Battuti. Marco Marchiani, quando ancora era abate e vicario della Vangadizza, vi si recò in visita nel 1634 e descrisse il tempio che ormai aveva raggiunto grandi dimensioni con gli ampliamenti che erano stati realizzati, con la sala che aveva cinque altari. Le modifiche di maggiore importanza iniziarono a partire dal XVIII secolo. Da quel momento uno dopo l'altro gli altari in origine lignei furono sostituita da nuove mense marmoree. I primi furono quelli con dedicazione alla Madonna del Rosario a san Sebastiano, e in seguito fu volta dell'altare maggiore, nel 1737. L'abbazia della Vangadizza venne soppressa l'11 aprile 1789 dalla Repubblica di Venezia, che ne incamerò i beni, e in quel momento si registrò il passaggio della chiesa alla giurisdizione ecclesiastica della diocesi di Adria. Durante il XX secolo vennero portati avanti vari interventi di completamento. Nel 1910 si iniziò col nuovo altare con dedicazione alla Madonna di Lourdes e si proseguì nel 1919, alla fine del primo conflitto mondiale, con l'altare dedicato a Sant'Antonio di Padova. Durante il primo dopoguerra, attorno al 1928, venne concluso l'impianto decorativo della sala col ciclo pittorico realizzato dal pittore veronese Carlo Donati. I suoi lavori a tempera si rifanno allo stile preraffaellita e sono consrrvati sul soffitto della sala con la raffigurazione della Madonna in gloria tra Angeli e delle Schiere di Angeli oltre ai pannelli che arricchiscono l'altare maggiore. Col tempo si sono perduti i dipinti raffiguranti i Dodici Apostoli. La solenne consacrazione della chiesa rinnovata fu celebrata il 12 dicembre 1950 dal vescovo di Adria Guido Maria Mazzocco.

## Descrizione

### Esterni
La chiesa si trova a Crocetta, frazione di Badia Polesine in provincia di Rovigo. L'edificio mostra orientamento verso sud e la sua facciata a capanna realizzata in mattoni di laterizio a vista, sino ad oltre metà della sua altezza, risulta divisa in tre parti da quattro contrafforti. Il portale di accesso è posto nella parte centrale ed è architravato. La porzione superiore della facciata è in muratura di laterizio lasciata grezza, con mattoni disposti su file orizzontali. Sulle fiancate laterali sono addossati la canonica, la sagrestia, la struttura del centro parrocchiale e le cappelle. Il portale di accesso secondario, risalente al XVI secolo, si apre sul prospetto laterale di sinistra ed è sormontato in asse dalla finestra a lunetta che porta luce alla sala. La copertura del tetto a due falde è in coppi. La torre campanaria si alza in posizione arretrata, accanto all'abside, sulla sinistra. La cella si apre con quattro finestre a bifora a sesto acuto e la torre si conclude col tamburo a base ottagonale sormontato dalla cupola in rame con pinnacolo.

### Interni
La navata interna è unica con impianto basilicale e copertura con volta a padiglione. La sala è ampliata dalle cappelle laterali con volta a botte. Il presbiterio leggermente rialzato ha pavimentazione in marmo. L'abside a base semicircolare si conclude in alto nel tipico catino. L'adeguamento liturgico è stato realizzato entro il 1960 ed è stato conservato l'altare maggiore storico.